# Sprawa Bjugn
Sprawa Bjugn (norw. Bjugn-saken) – dochodzenie i proces w sprawie domniemanego wykorzystywania seksualnego dzieci w Norwegii.
W wyniku szeroko zakrojonego śledztwa w latach 1992-1993 aresztowano w mieście Bjugn (region Sør-Trøndelag) siedmioro podejrzanych (kobiet i mężczyzn) pod zarzutem wykorzystywania seksualnego dzieci w wieku przedszkolnym (21 ofiar). Czterdzieścioro dzieci wskazało 29 dorosłych, którzy mieli dopuścić się różnego rodzaju nadużyć związanych z molestowaniem seksualnym. Sprawa Bjugn odbiła się szerokim echem w mediach, a praca policji, biegłych i sądu została ostro skrytykowana, m.in. przez norweskiego prokuratora generalnego. Ostatecznie w sprawie nikt nie został skazany. Jedną osobę (Ulfa Hämmerna) uniewinniono po apelacji, a przeciw sześciu osobom dochodzenia umorzono. Oskarżeni otrzymali wysokie odszkodowania. Również dzieciom wypłacono odszkodowania.